# Жефос Фонтне
Жефос Фонтне (фр. Géfosse-Fontenay) насеље је и општина у северној Француској у региону Доња Нормандија, у департману Калвадос која припада префектури Баје.
По подацима из 2011. године у општини је живело 129 становника, а густина насељености је износила 11,61 становника/km². Општина се простире на површини од 11,11 km². Налази се на средњој надморској висини од 10 метара (максималној 32 m, а минималној 0 m).

## Демографија
| 1962. | 1968. | 1975. | 1982. | 1990. | 1999. | 2011. |
| ----- | ----- | ----- | ----- | ----- | ----- | ----- |
| 185   | 196   | 193   | 161   | 124   | 111   | 129   |

График промене броја становника у току последњих година